# What The World Needs Now
『What The World Needs Now』（ワット ザ ワールド ニーズ ナウ）は、ゴスペラーズのメジャーデビュー後16枚目のオリジナルアルバム。2018年10月3日に発売された。販売元はキューンミュージック。

## 概要
前作『Soul Renaissance』から約1年6ヶ月ぶりとなるリリースで、先行シングル曲「ヒカリ」、「In This Room」を収録している。
初回生産限定盤と通常盤の2形態で発売されており、初回生産限定盤には「ヒカリ -rec making ver.-」、「In This Room -dance lecture-」、「In this Room -dance ver.-」、「まっすぐな橋 -movie edit ver.-」が収録されたDVDが付属している。また、CD発売に先駆けて、『FRENZY』以来16年ぶりにアナログ盤を9月26日に完全生産限定盤としてリリースしている。

## 解説
ゴスペラーズの代表曲である「永遠に」のプロデュースを手掛けたBryan-Michael CoxとPatrick"J.Que"Smith両人と再びタッグを組み、主に彼らと制作された楽曲を中心に収録されている。
タイトルの『What The World Needs Now』は、2018年2月に掲載したグループ史上初の意見広告「世界には、ハーモニーが足りない。」からメンバーの酒井が発案したもの。

## 収録曲
1. W2N2 [0:48]
作曲：北山陽一、村上てつや／編曲：宇佐美秀文
2. In This Room [4:02]
Words & Music by Patrick J.Que Smith, Dewain Whitmore Jr., Chaz Jackson, Orlando Williams, 安岡優
3. Right by you [4:00]
Words & Music by Bryan Michael Cox, Patrick J.Que Smith, Clifford Henson, 安岡優
4. Sweetest Angel [3:28]
Lyric by Mayu Wakisaka Music by Mayu Wakisaka, Joshua Leung
  - アルバムのリードナンバー。
5. Ashes [4:13]
作詞：酒井雄二／作曲：竹本健一、酒井雄二／編曲：竹本健一
6. Goodbye [4:04]
Words & Music by Bryan Michael Cox, Patrick J.Que Smith, James"Keyz"Foye, Deez, 安岡優
7. for U [4:33]
Words & Music by Bryan Michael Cox, Patric J.Que Smith, 安岡優
8. Hiding Place [3:41]
作詩：安岡優／作曲・編曲：竹本健一
9. NOTHING [4:15]
作詞：村上てつや／作曲：村上てつや、K-Muto／編曲：Bryan Michael Cox
10. DON'T LEAVE ME NOW [5:04]
Words & Music by Bryan Michael Cox, Patrick J.Que Smith, Clifford Henson, 村上てつや
11. ヒカリ [3:54]
Words & Music by Bryan Michael Cox, Clifford Henson, Patrick J.Que Smith, Tesung Kim, Andrew Choi, 安岡優
12. epilogue [0:33]
作詞・作曲・編曲：酒井雄二